# Championnats d'Europe d'aviron 1905
Navigation
Édition précédente Édition suivante
Les championnats d'Europe d'aviron 1905, treizième édition des championnats d'Europe d'aviron, ont lieu en 1905 à Gand, en Belgique.